# Matilde d'Asburgo
Matilde d'Asburgo, o Melchilde (Rheinfelden, 1253 – Monaco di Baviera, 23 dicembre 1304), era la figlia primogenita di Rodolfo, duca d'Austria (poi divenuto imperatore col nome di Rodolfo I), e di Gertrude di Hohenberg.

## Biografia
Il 24 ottobre 1273, ad Aquisgrana, divenne la terza moglie di Ludovico II del Palatinato, duca di Baviera.
Dopo la morte del marito, avvenuta nel 1294, Matilde, a nome del secondogenito, ancora minorenne, e il figlio maggiore Rodolfo stabilirono un accordo per la spartizione dei territori del ducato, secondo il quale a lei spettavano Thurpfalz am Rhein e una gran parte della Baviera Superiore, mentre al minore andavano le città di Ingolstadt, Neuburg, Langenfeld, Rietberg, Neustadt, e altre.
Matilde aveva concesso svariati privilegi a diversi monasteri della regione di Rodolfo, il quale, per questo motivo, nel 1304, assieme al suo consigliere Conrad von Dettlingen prese la decisione di attaccare il castello di Schildberg dove risiedeva la madre e la fece condurre a Monaco. Là ella fu costretta a cedere la tutela su Ludovico a Rodolfo. Quando venne rilasciata, si recò dal fratello, l'imperatore Alberto I d'Asburgo, a Nördlingen e ritrattò tutto. Quando anche Rodolfo arrivò, l'imperatore riuscì a riconciliare madre e figlio. Conrad von Dettlingen, considerato l'ispiratore della discordia fra i due, venne fatto decapitare.

## Discendenza
Matilde e Ludovico ebbero quattro figli:
- Rodolfo (1274-1319), duca di Baviera;
- Matilde (1275-1329), sposò Otto II, duca di Braunschweig e Lüneburg;
- Agnese (1276-1345), sposò in prime nozze di Enrico I di Assia e in seconde nozze Enrico I di Brandenburgo-Stendal;
- Ludovico (1282-1347), duca di Baviera, poi imperatore del Sacro Romano Impero.

## Ascendenza
|                         |                          |                           | Genitori                           |  |  | Nonni |  |  | Bisnonni           |  |  | Trisnonni            |  |
|                         |                          |                           |                                    |  |  |       |  |  | Rodolfo il Vecchio |  |  | Alberto III il Ricco |  |
|                         |                          |                           |                                    |  |  |       |  |  | Rodolfo il Vecchio |  |  | Alberto III il Ricco |  |
|                         |                          | Ida di Pfullendorf        |                                    |  |  |       |  |  | Rodolfo il Vecchio |  |  |                      |  |
| Alberto IV il Saggio    |                          |                           |                                    |  |  |       |  |  | Rodolfo il Vecchio |  |  |                      |  |
|                         |                          | Agnese di Staufen         | Goffredo di Staufen                |  |  |       |  |  |                    |  |  |                      |  |
|                         |                          | Agnese di Staufen         | Goffredo di Staufen                |  |  |       |  |  |                    |  |  |                      |  |
|                         |                          | Agnese di Staufen         | …                                  |  |  |       |  |  |                    |  |  |                      |  |
| Rodolfo I d'Asburgo     |                          | Agnese di Staufen         |                                    |  |  |       |  |  |                    |  |  |                      |  |
|                         |                          | Ulrico III di Kyburg      | Hartmann III di Dillingen e Kiburg |  |  |       |  |  |                    |  |  |                      |  |
|                         |                          | Ulrico III di Kyburg      | Hartmann III di Dillingen e Kiburg |  |  |       |  |  |                    |  |  |                      |  |
|                         |                          | Ulrico III di Kyburg      | Richenza di Lenzburg               |  |  |       |  |  |                    |  |  |                      |  |
| Edvige di Kyburg        |                          | Ulrico III di Kyburg      |                                    |  |  |       |  |  |                    |  |  |                      |  |
|                         |                          | Anna di Zähringen         | Bertoldo IV di Zähringen           |  |  |       |  |  |                    |  |  |                      |  |
|                         |                          | Anna di Zähringen         | Bertoldo IV di Zähringen           |  |  |       |  |  |                    |  |  |                      |  |
|                         |                          | Anna di Zähringen         | Elvige di Frohburg                 |  |  |       |  |  |                    |  |  |                      |  |
| Matilde d'Asburgo       |                          | Anna di Zähringen         |                                    |  |  |       |  |  |                    |  |  |                      |  |
|                         | Burcardo IV di Hohenberg | Burcardo III di Hohenberg |                                    |  |  |       |  |  |                    |  |  |                      |  |
|                         | Burcardo IV di Hohenberg | Burcardo III di Hohenberg |                                    |  |  |       |  |  |                    |  |  |                      |  |
|                         | Burcardo IV di Hohenberg | Cunegonda di Grünberg     |                                    |  |  |       |  |  |                    |  |  |                      |  |
| Burcardo V di Hohenberg | Burcardo IV di Hohenberg |                           |                                    |  |  |       |  |  |                    |  |  |                      |  |
|                         |                          | Valpurga di Aichelberg    | Luitoldo di Aichelberg             |  |  |       |  |  |                    |  |  |                      |  |
|                         |                          | Valpurga di Aichelberg    | Luitoldo di Aichelberg             |  |  |       |  |  |                    |  |  |                      |  |
|                         |                          | Valpurga di Aichelberg    | ? di Otterswang                    |  |  |       |  |  |                    |  |  |                      |  |
| Gertrude di Hohenberg   |                          | Valpurga di Aichelberg    |                                    |  |  |       |  |  |                    |  |  |                      |  |
|                         |                          | Rodolfo II di Tubinga     | Rodolfo I di Tubinga               |  |  |       |  |  |                    |  |  |                      |  |
|                         |                          | Rodolfo II di Tubinga     | Rodolfo I di Tubinga               |  |  |       |  |  |                    |  |  |                      |  |
|                         |                          | Rodolfo II di Tubinga     | Matilde di Gleiberg                |  |  |       |  |  |                    |  |  |                      |  |
| Matilde di Tubinga      |                          | Rodolfo II di Tubinga     |                                    |  |  |       |  |  |                    |  |  |                      |  |
|                         |                          | ? di Ronsberg             | Enrico di Ronsberg                 |  |  |       |  |  |                    |  |  |                      |  |
|                         |                          | ? di Ronsberg             | Enrico di Ronsberg                 |  |  |       |  |  |                    |  |  |                      |  |
|                         |                          | ? di Ronsberg             | Udihilda di Gammertingen           |  |  |       |  |  |                    |  |  |                      |  |
|                         |                          | ? di Ronsberg             |                                    |  |  |       |  |  |                    |  |  |                      |  |